# Гудович Павло Іванович
Павло Гудович (*д/н — 1700) — український державний і військовий діяч часів Гетьманщини, бакланський, воронізький і стародубський полковий сотник.

## Життєпис
Походив з білоруського шляхетського роду Гудовичів гербу Одровонж. Син Яна Гудовича. Про дату і місце народження, а також молоді роки вкрай замало відомостей. За сімейною легендою перейшов до Гетьманщини у 1680 році. Ймовірно до того служив правобережному гетьману Петру Дорошенку і був поважним військовиком, оскільки вже 1680 року обирається стародубським полковим сотником (до 1686 року).
1686 року стає значковим товаришем Стародубського полку (до 1697 року). 1690 року отримує уряд воронізької сотні (до 1693 року). 1697 року обирається бакланським сотником. Брав участь у Великій Північній війні. Загинув у битві під Нарвою 1700 року.

## Майнові справи
2 грудня 1686 року купив двір в Стародубі на вулиці Кривій у шляхтича Степана Олексійовича Заруцького. 28 червня 1691 року отримав універсал гетьмана Івана Мазепи з дозволом завести хутір. У 1696 році обмінявся ґрунтами з Олексієм Тарайковським.

## Родина
- Андрій (д/н—1734), бакланський сотник
- Степан (д/н—бл. 1740), значковий товариш Стародубського полку